# Stethacanthidae
Die Stethacanthidae sind eine Familie aus der Gruppe der Symmoriida innerhalb der Knorpelfische. Sie wurde erstmals von Richard Lund im Jahr 1974 beschrieben und beinhaltet die zwei Gattungen Stethacanthus und Akmonistion. Fossilien wurden in Nordamerika, Europa sowie in Asien gefunden und werden auf das Oberdevon und Unterkarbon datiert. 

## Merkmale
Typisch für diese Familie ist ein bürstenartiger Fortsatz auf der Schulterregion. Dieser ist auf der aufgeblähten Oberfläche mit Zähnen besetzt. Der Fortsatz besteht aus einer Basalplatte auf der Schulter, einem davorliegenden, seitlich zusammengedrückten Stachel, sowie der mit Zähnen besetzten Fläche dahinter. Basalplatte und die aus hohlen Stäben gebildete Bürste bestehen aus kalzifiziertem Knorpel, der Stacheln aus trabekulärem Dentin und ist von Knochengewebe umgeben. Auch auf dem Schädeldach, dicht vor dem Fortsatz, sind Zähne nachgewiesen.

## Systematik
Die Stethacanthidae werden nur von den beiden Gattungen Stethacanthus und Akmonistion gebildet. Als nächster Verwandter gilt Falcatus. Beide bilden eine unbenannte Gruppe, die als Schwestertaxon der Symmoriidae mit den Gattungen Cobelodus, Denaea und Symmorium gilt. 
|  | Symmoriidae                                                  |
|  |                                                              |
|  | \| \| Falcatus \| \| \| \| \| \| Stethacanthidae \| \| \| \| |
|  |                                                              |
|  | Falcatus                                                     |
|  |                                                              |
|  | Stethacanthidae                                              |
|  |                                                              |

|  | Falcatus        |
|  |                 |
|  | Stethacanthidae |
|  |                 |